# Новоусманово (Бурзянський район)
Новоусма́ново (рос. Новоусманово, башк. Яңы Усман) — присілок у складі Бурзянського району Башкортостану, Росія. Входить до складу Байгазінської сільської ради.
Населення — 414 осіб (2010; 390 в 2002).
Національний склад:
- башкири — 100%